# Cofio
Le Cofio est un cours d’eau espagnol d'une longueur de 56 km qui coule dans la communauté autonome de Castille-et-León et de Madrid.

## Source de la traduction
- (es) Cet article est partiellement ou en totalité issu de l’article de Wikipédia en espagnol intitulé « Río Cofio » (voir la liste des auteurs).